# LISTSERV
 (décembre 2023).
LISTSERV est le logiciel original serveur permettant de gérer les listes de diffusion, les newsletters, les forums et les groupes de discussion utilisant le courrier électronique.
Eric Thomas développa LISTSERV à l’École Centrale Paris en 1986. La version actuelle est la version LISTSERV 16.0, sortie le 10 décembre 2009. Distributeur du logiciel LISTSERV est la société L-Soft.
Le logiciel LISTSERV peut être installé sur des machines dont le système d'exploitation repose sur Windows, Unix, Mac OS X, OpenVMS et IBM VM.